# Farbsymbolik

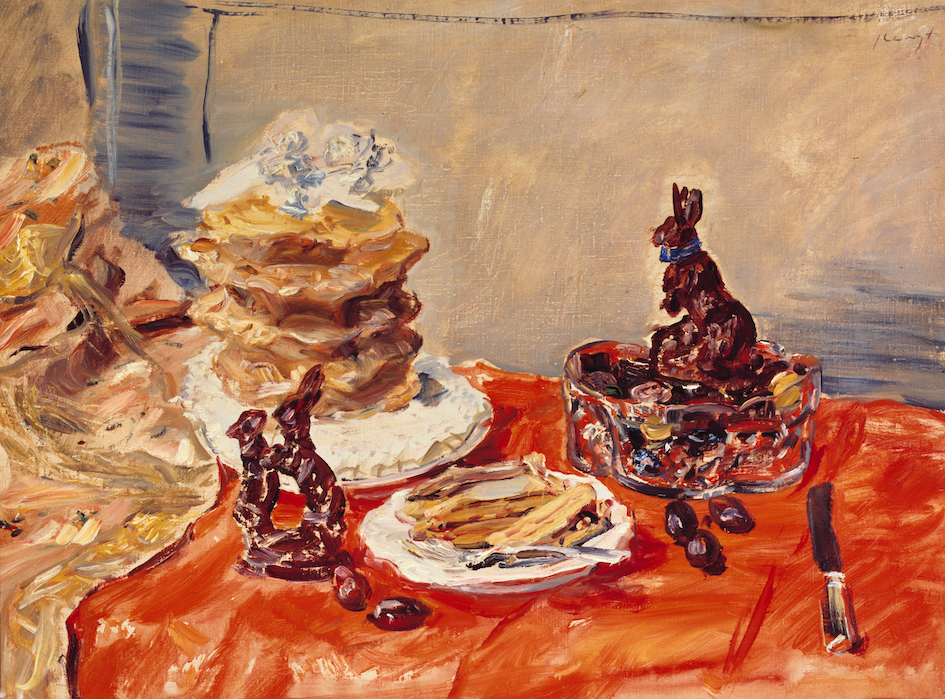
Das Rot der Decke, auf der die Süßigkeiten verteilt sind, symbolisiert Vorfreude, Spannung und Liebe (zur Schokolade). (Max Slevogt: Stillleben mit Schokoladenhasen)

Die Farbsymbolik (auch Farbensymbolik, Symbolik der Farben) verknüpft eine Bedeutung, einen Sinngehalt, einen Symbolgehalt mit einer Farbe. Die Farbe bezeichnet man als Symbolfarbe (oder symbolhaften Farbe). Die Farbe kann unabhängig von einem Gegenstand mit einem Symbolgehalt verbunden sein, wie beispielsweise die Farbe Rot allgemein für Energie, Liebe oder Aggression und Kampf steht. Oft aber steht die Farbsymbolik in Verbindung mit einem Gegenstand oder Zeichen, dessen Bedeutung sie ergänzt oder bestätigt. Die rote Decke im Stillleben von Max Slevogt beispielsweise verdeutlicht Aufregung, Leidenschaft, Spannung und Vorfreude in Erwartung des Genusses der Süßigkeiten.
Die Symbolbedeutung kann ohne erkennbaren Bezug zur Farbe durch gesellschaftlich festgelegte Konventionen willkürlich vereinbart sein. Sie kann aber auch durch Assoziationen, Erfahrungen und Wirkungen realitätsbezogen verankert oder individuell subjektiv festgelegt sein.

## Vieldeutigkeit
Die Bedeutung der Symbolfarbe kann innerhalb einzelner Kulturen, Völker, Religionen oder von Epoche zu Epoche übereinstimmend, aber auch verschieden sein. Damit ist die Symbolik einerseits universell gültig bzw. verständlich, andererseits sehr vieldeutig bis hin zu gegensätzlichen Bedeutungen. Während im europäischen Raum zum Beispiel Gelb mit negativen Dingen wie Neid verbunden ist, war es in China die Farbe der Kaiser. Außerdem steht der blaue Mantel bei Maria für ihre Verbindung zum Himmel, zum Göttlichen und für ihren festen Glauben und ihre Reinheit. In einem anderen Zusammenhang steht der blaue Mantel, den die Frau ihrem Ehemann überhängt, für ihren Betrug. Johann Wolfgang von Goethe ordnet im äußeren Ring seines Farbenkreises (1809) den Farben Symbole (Bereiche) des menschlichen Geistes- und Seelenlebens zu. Rot–Orange symbolisiert für ihn die Vernunft. Im Unterschied dazu wird nach allgemeinem Empfinden Rot in Verbindung gebracht mit Sinnlichkeit/Leidenschaft, was Goethe dem Farbbereich Blau–Grün zuordnet.

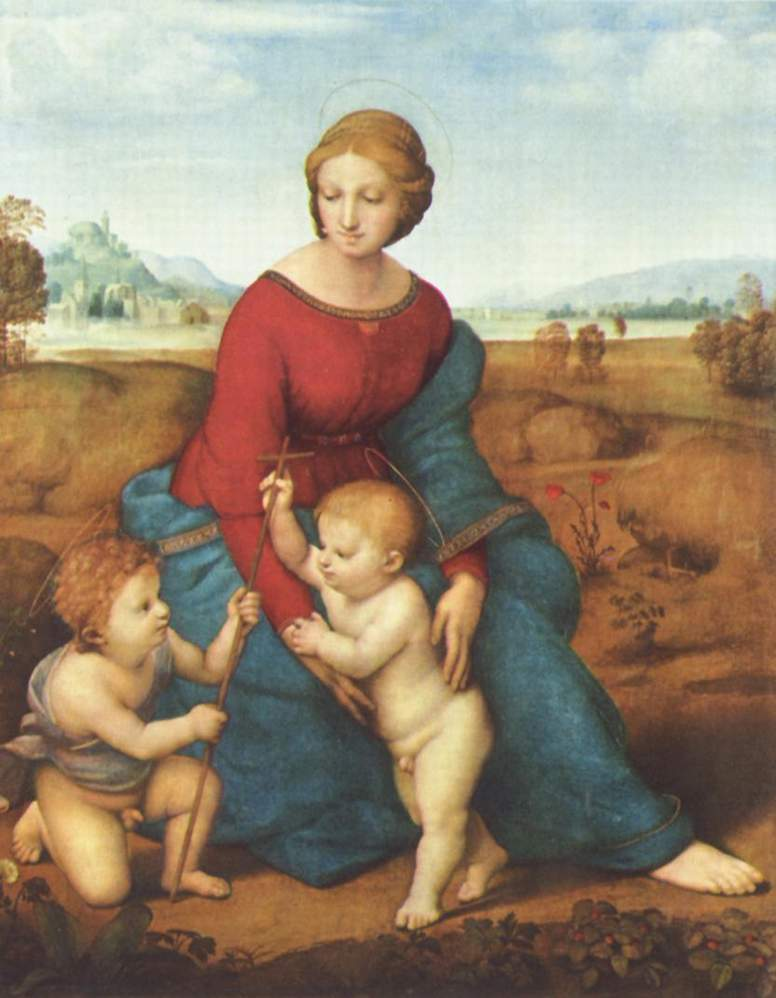
Der blaue Mantel Marias ist Symbol für ihre Verbindung zum Himmel. (Raffael: Madonna im Grünen)
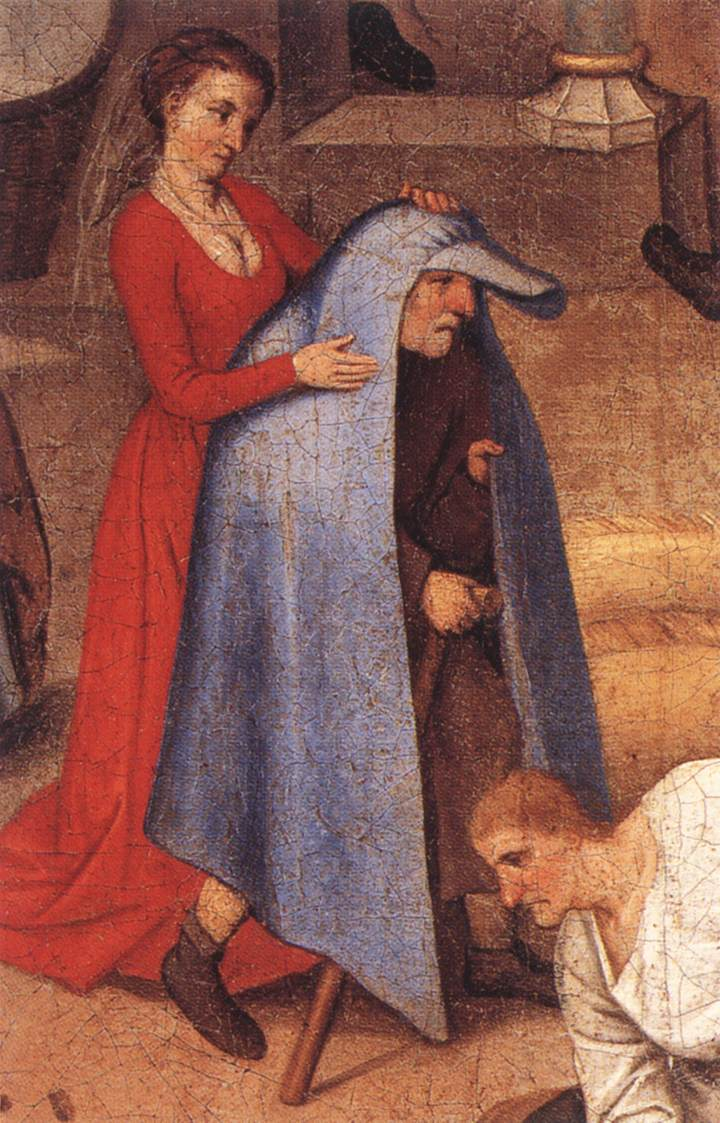
Die Frau hängt dem Mann einen blauen Mantel um, d. h. sie betrügt ihn. (Bruegel: Niederländische Sprichwörter, Ausschnitt)
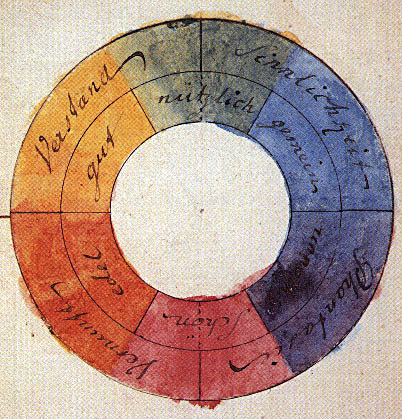
Goethe ordnet im äußeren Ring seines Farbenkreises den Farben Symbole zu, die von allgemeinen Vorstellungen abweichen.

## Verwendung
Die Farbsymbolik spielt in sehr vielen Bereichen eine Rolle. Man findet sie bereits in der Antike, vor allem aber im Mittelalter (Romanik und Gotik), in der religiösen Malerei.

Die Farbsymbolik veranschaulicht unter anderem abstrakte Begriffe (Frieden, Trauer, Zuverlässigkeit), menschliche Eigenschaften (melancholisch phlegmatisch, dominant, gewissenhaft), Elemente (Erde, Feuer, Wasser) oder bestimmte Werte (Brüderlichkeit, Freiheit). Sie kennzeichnet politische Bewegungen (Grüne, Rote, Schwarze) oder Phänomene (Himmelsrichtungen, Planeten). Außerdem findet sie sich im volkstümlichen Brauchtum, in festen Zusammenhängen (wie bei Flaggen, Parteien und Wappen), in der Malerei, in der Literatur, im Film, aber auch im Alltag.

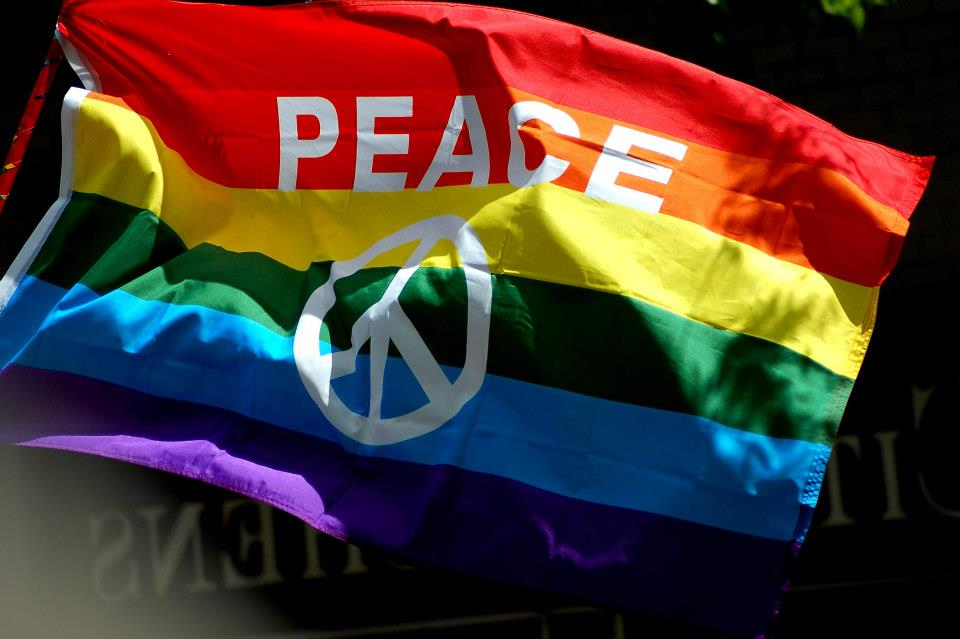
Die bunten Spektralfarben der Regenbogenfahne symbolisieren Frieden, Offenheit, Toleranz und Vielfalt.
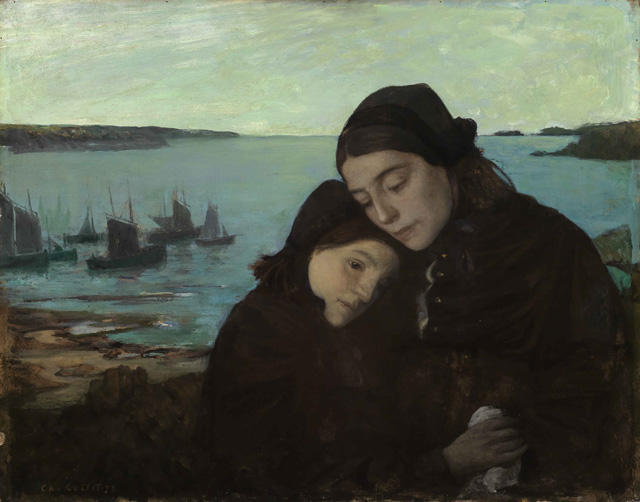
In der westlichen Welt ist Schwarz die Trauerfarbe. (Charles Cottet: Trauer)
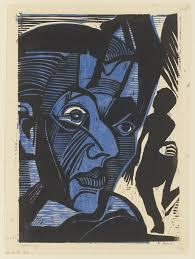
In der Temperamentenlehre des Hippokrates symbolisiert Blau den Melancholiker. (Ernst Ludwig Kirchner: Selbstbildnis, Melancholie der Berge)
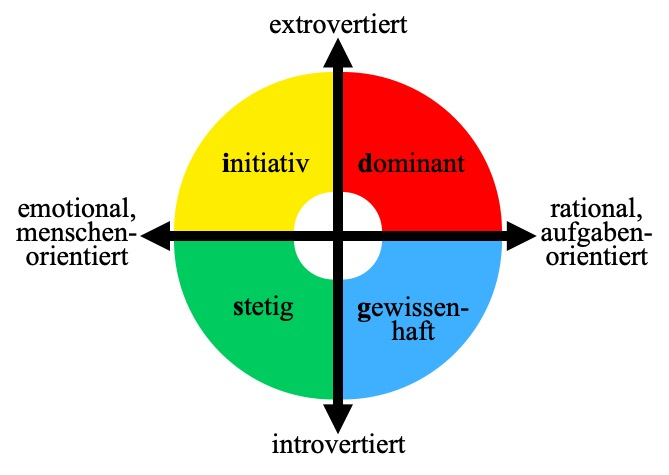
In dem Vier-Farben-Persönlichkeitsmodell nach William Moulton Marston symbolisieren Farben bestimmte Verhaltensdimensionen.

### Verwendung in der Religion
Farben geben im Christentum Gegenständen, Kleidung und Festen eine symbolische Bedeutung. Zum Beispiel trägt Judas einen Mantel in Gelb, was seine Rolle als Verräter symbolisiert. Papst Franziskus trägt bevorzugt Weiß, was ihn als bescheiden, einfach und friedlich charakterisiert. Grün spielt an Ostern eine Rolle, da die Farbe an die Auferstehung Christi erinnert. Im Islam besitzt Grün den höchsten farbsymbolischen Rang. Grün symbolisiert die Auferstehung und das Paradies. Der Prophet Mohammed soll deshalb gerne einen grünen Mantel getragen haben.

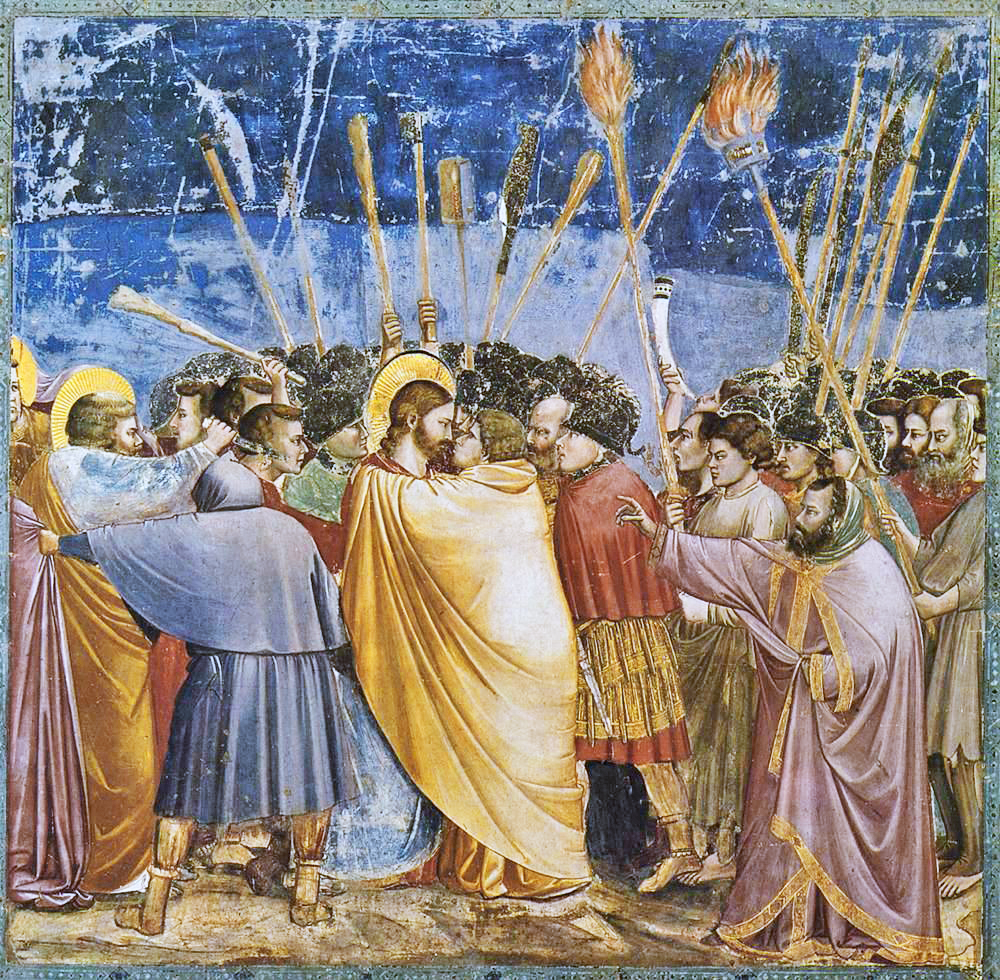
Gelb vor Neid. Judas trägt einen gelben Mantel, als er Jesus am Ölberg verrät. (Giotto: Die Gefangennahme Jesu)
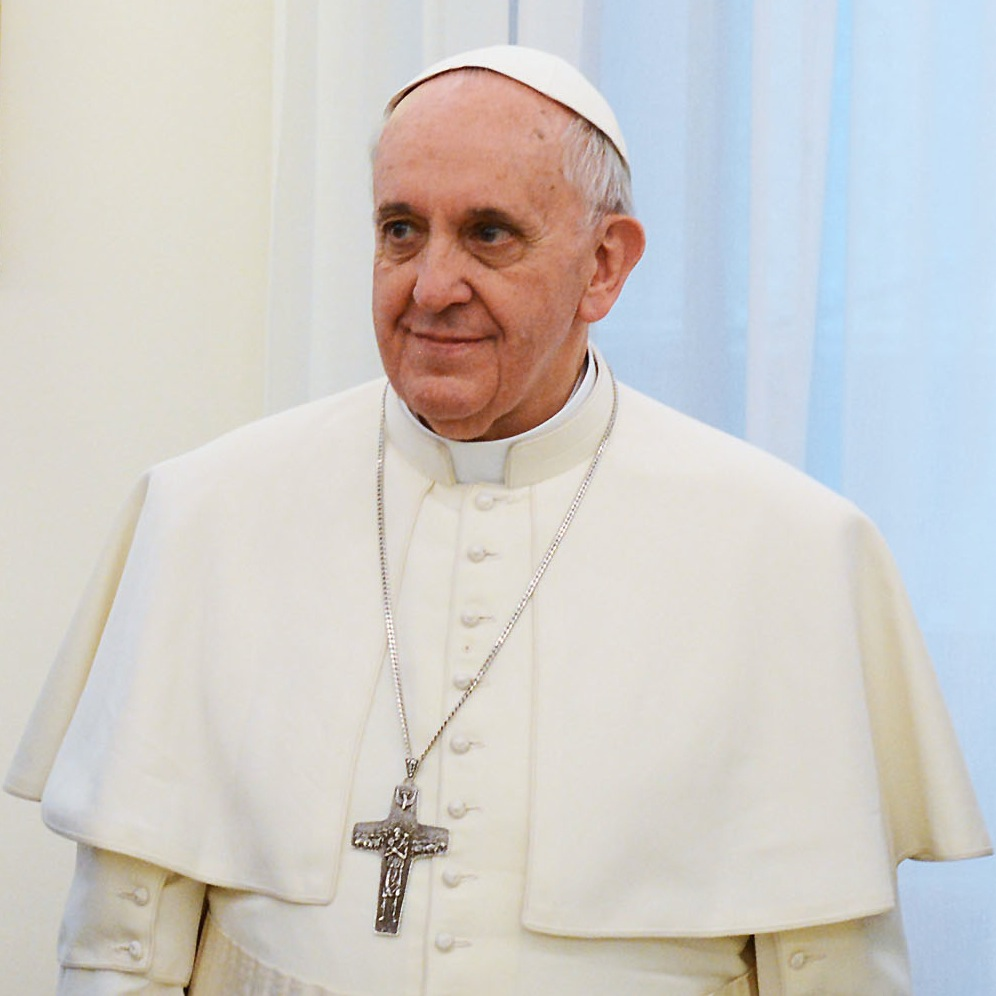
Die weiße Soutane des Papstes Franziskus symbolisiert Barmherzigkeit, Bescheidenheit, Einfachheit, Frieden und Sanftmut.
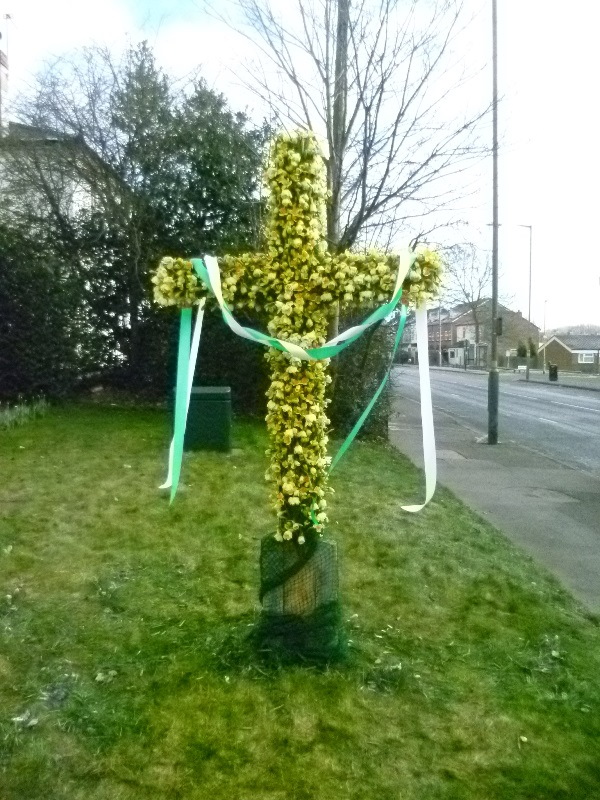
Jedes Jahr wird das Kreuz zu Ostern mit einem grünen Band und grünen Blüten geschmückt.
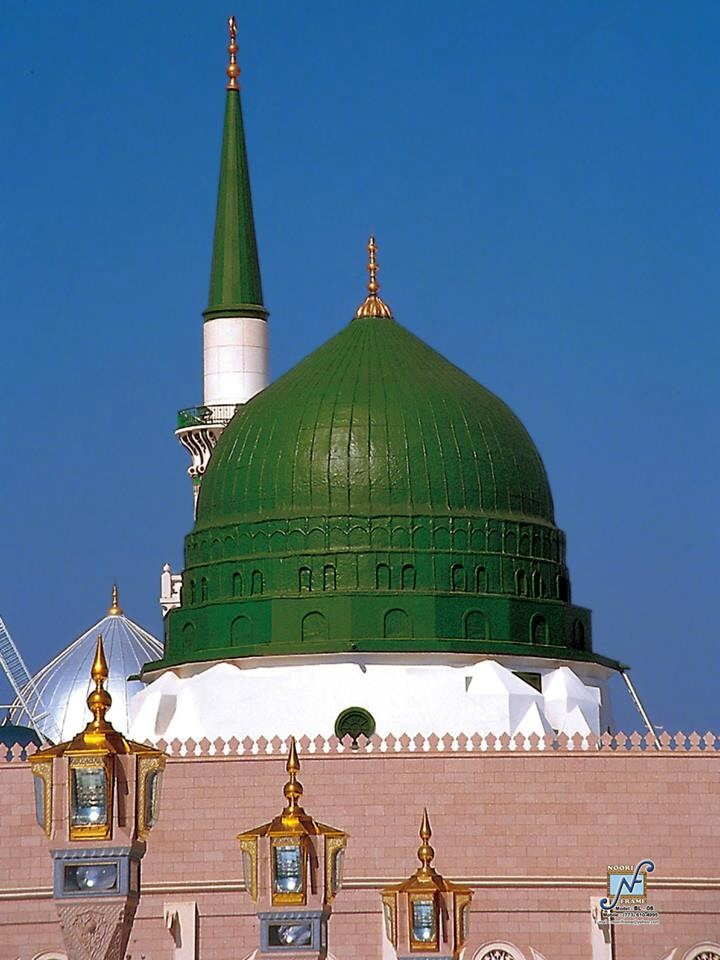
Das Grün der Kuppel der Prophetenmoschee in Medina symbolisiert den Islam, das Paradies und die Auferstehung. Die Kuppel befindet sich über dem Grab des Propheten Mohammed.

### Verwendung in der bildenden Kunst
Künstlerinnen und Künstler verwenden Symbolfarben entsprechend allgemeinen Vorstellungen oder den Vorgaben aus Religion und Politik. Die rote Schleife am Kleid der Malerin Louise-Élisabeth Vigée-Lebrun ist ein Symbol für ihre Leidenschaft des Malens. Manchmal legen Kunstschaffende wie im Symbolismus oder Expressionismus individuelle Farbsymbole fest, die oft schwer zu entschlüsseln sind. Marc Chagall verwendet gerne Blau, das für ihn schwer vorstellbare Phänomene veranschaulichen soll. Bei Franz Marc ist Gelb das weibliche Prinzip, heiter, sanft und sinnlich. Piet Mondrian verwendet Weiß als Symbol für Leere, die reine Öffnung und das „Versprechen eines zukünftigen Zimmers“.

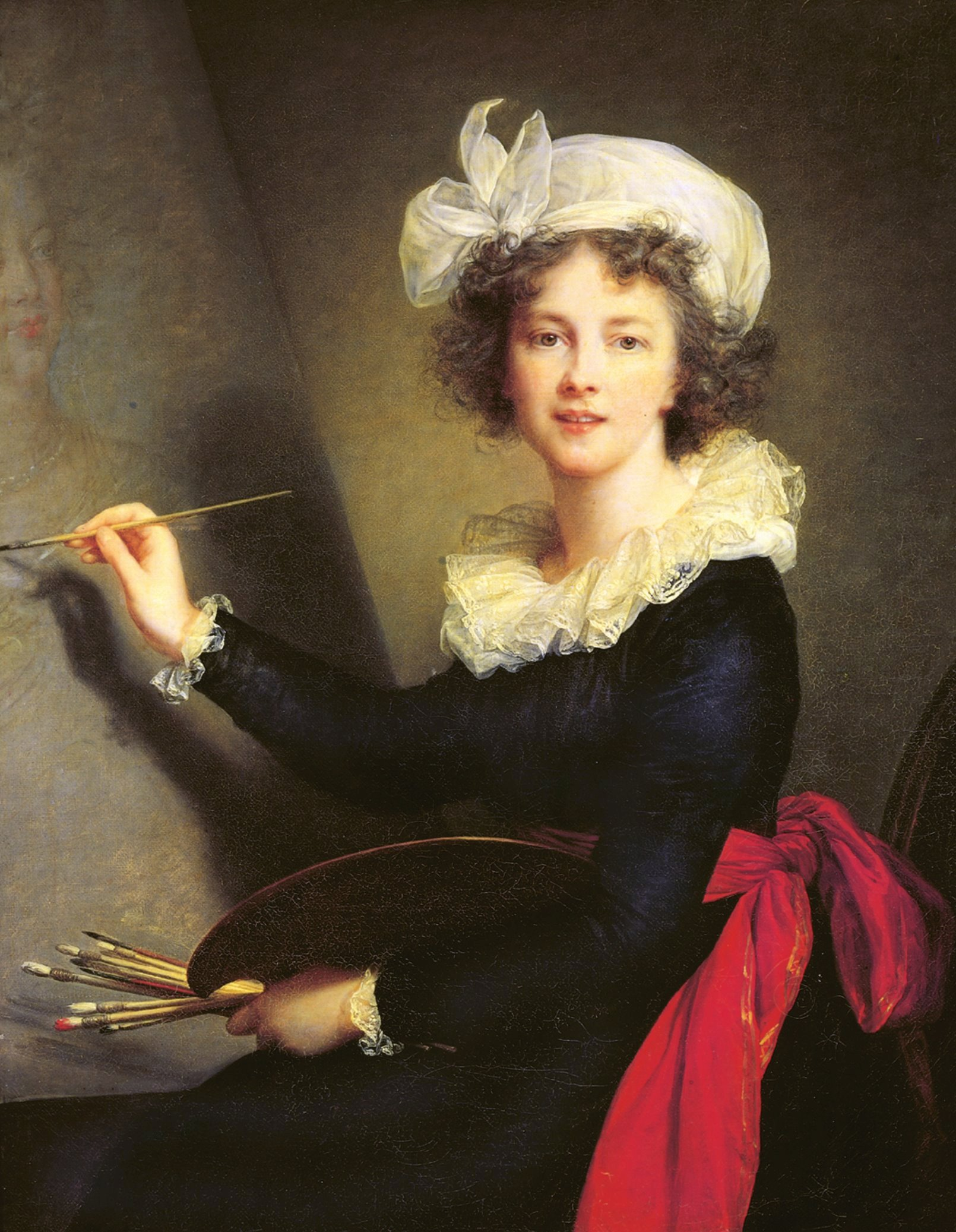
Die rote Schleife symbolisiert Leidenschaft und Liebe zur Malerei. (Louise-Élisabeth Vigée-Lebrun: Selbstporträt)
Marc Chagall möchte uns mit seinem Blau eine Ahnung von dem unergründlichen Geheimnis des unsichtbaren Gottes vermitteln. (Marc Chagall: Paradies)
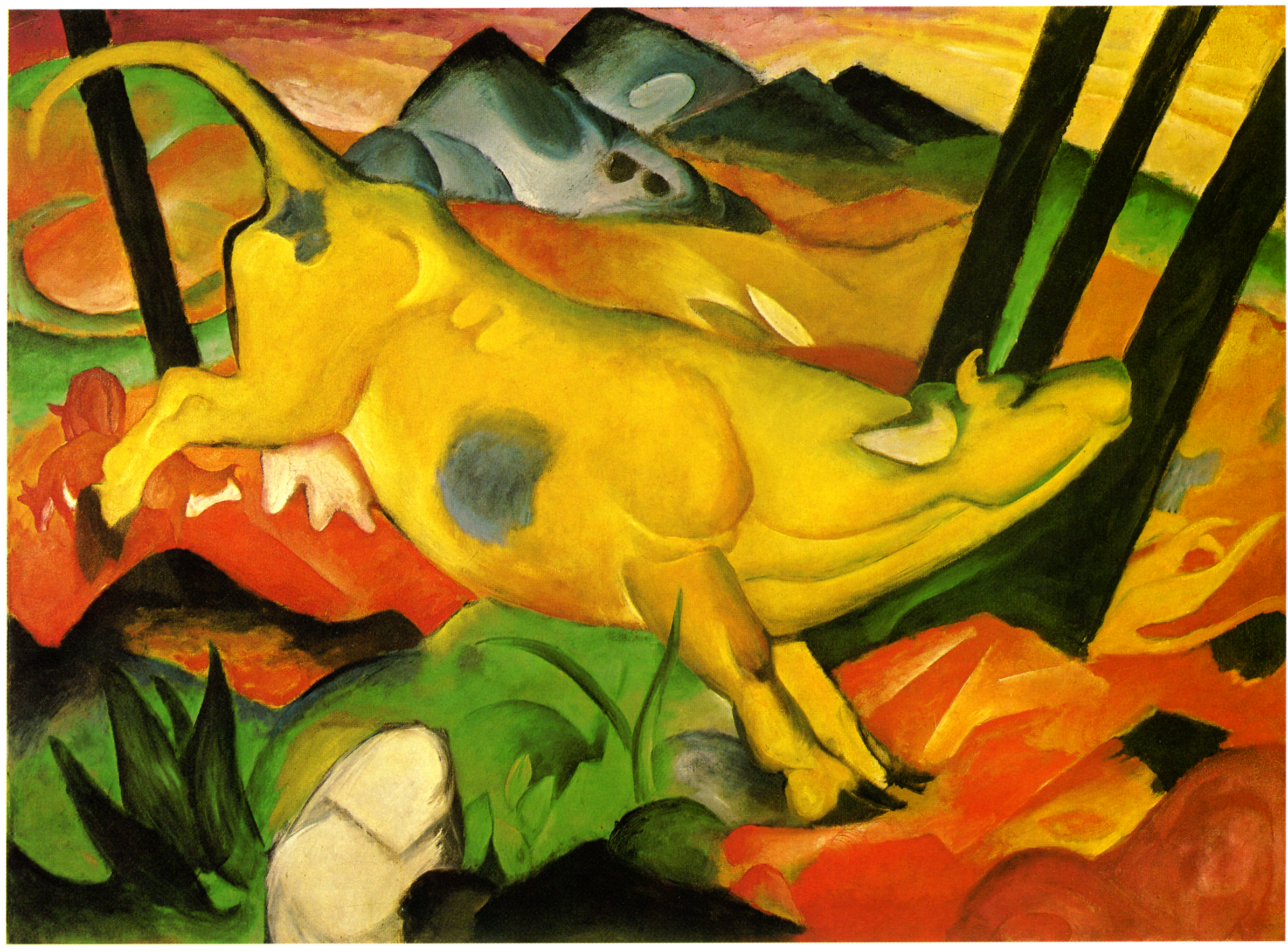
Das Gelb der Kuh symbolisiert für Franz Marc Ausgelassenheit, Heiterkeit und Weiblichkeit. (Franz Marc: Die gelbe Kuh)
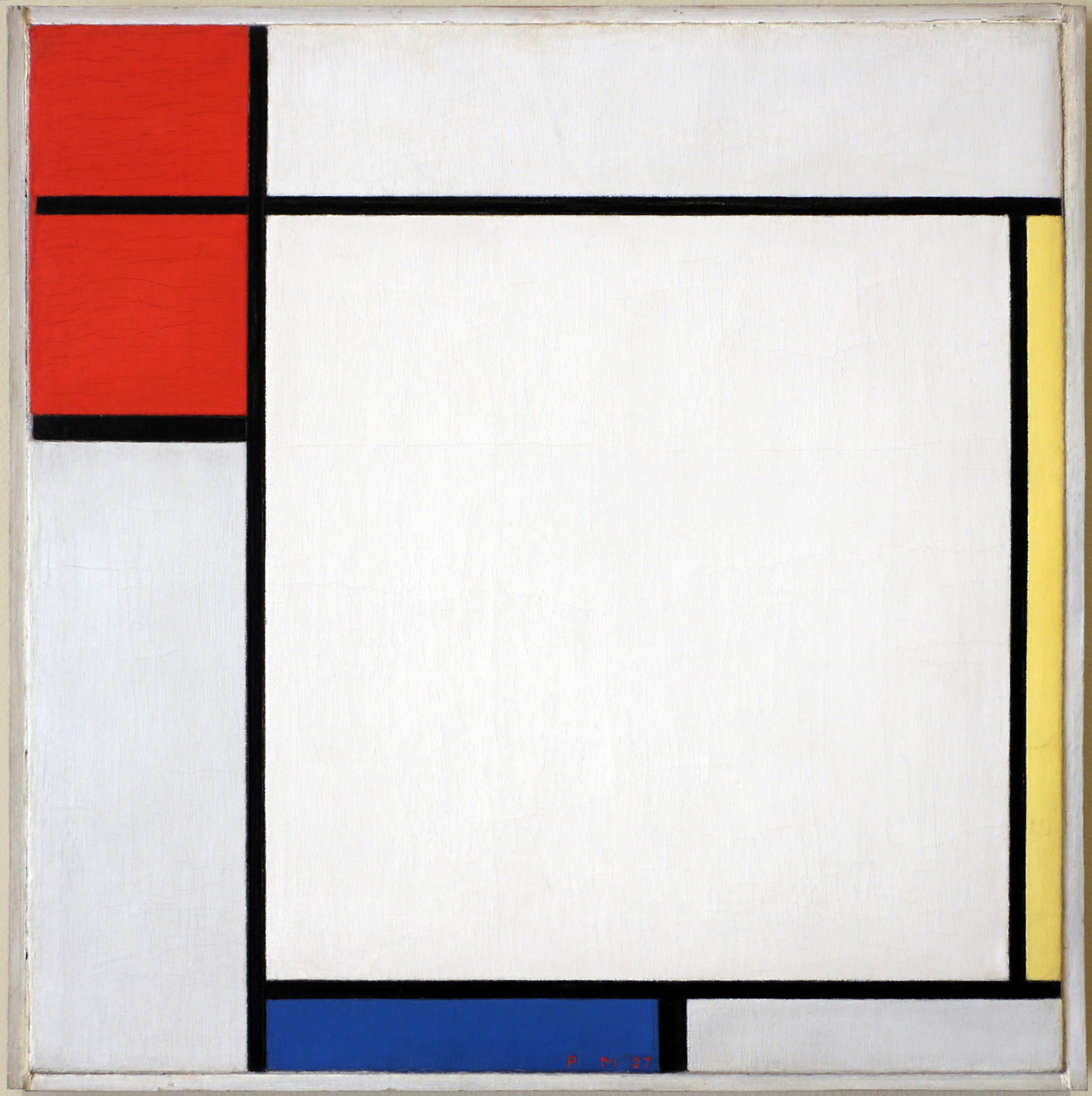
Das Weiß der Rechtecke symbolisiert für Piet Mondrian Leere, Offenheit und ein zukünftiges Zimmer. (Piet Mondrian: Komposition mit Rot, Gelb und Blau, 1927)

### Verwendung in der Politik
Die früher sehr teuren Farben Blau und Purpur (Rot) verwenden Regierende häufig, um ihre Macht zu demonstrieren. Bereits altägyptische Pharaonen benutzen Blau als Symbol des Himmels, des Lebens und des Göttlichen, und um sich als irdische und göttliche Herrscher über Ägypten auszuweisen. Die Purpurfarbe verwenden persische, römische oder österreichische Regenten in ihrer Kleidung als Symbol von kaiserlich-königlicher Macht, Pracht, Reichtum und Würde.

Berühmt ist die französische Trikolore. Seit der französischen Revolution symbolisieren die Farben der Flagge die Maximen Freiheit (Blau), Gleichheit (Weiß) und brüderliche Liebe (Rot). Politische Parteien wählen Farben entsprechend ihrer Ideologie oder historischen Tradition. Konservative Parteien verwenden häufig Schwarz, kommunistische oder sozialdemokratische Parteien Rot und umweltbewusste Parteien Grün.

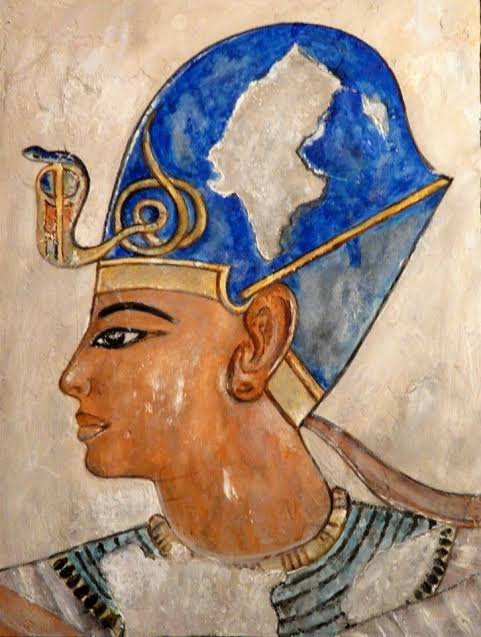
Altägyptischer Pharao mit blauer Krone (Chepresch-Krone).
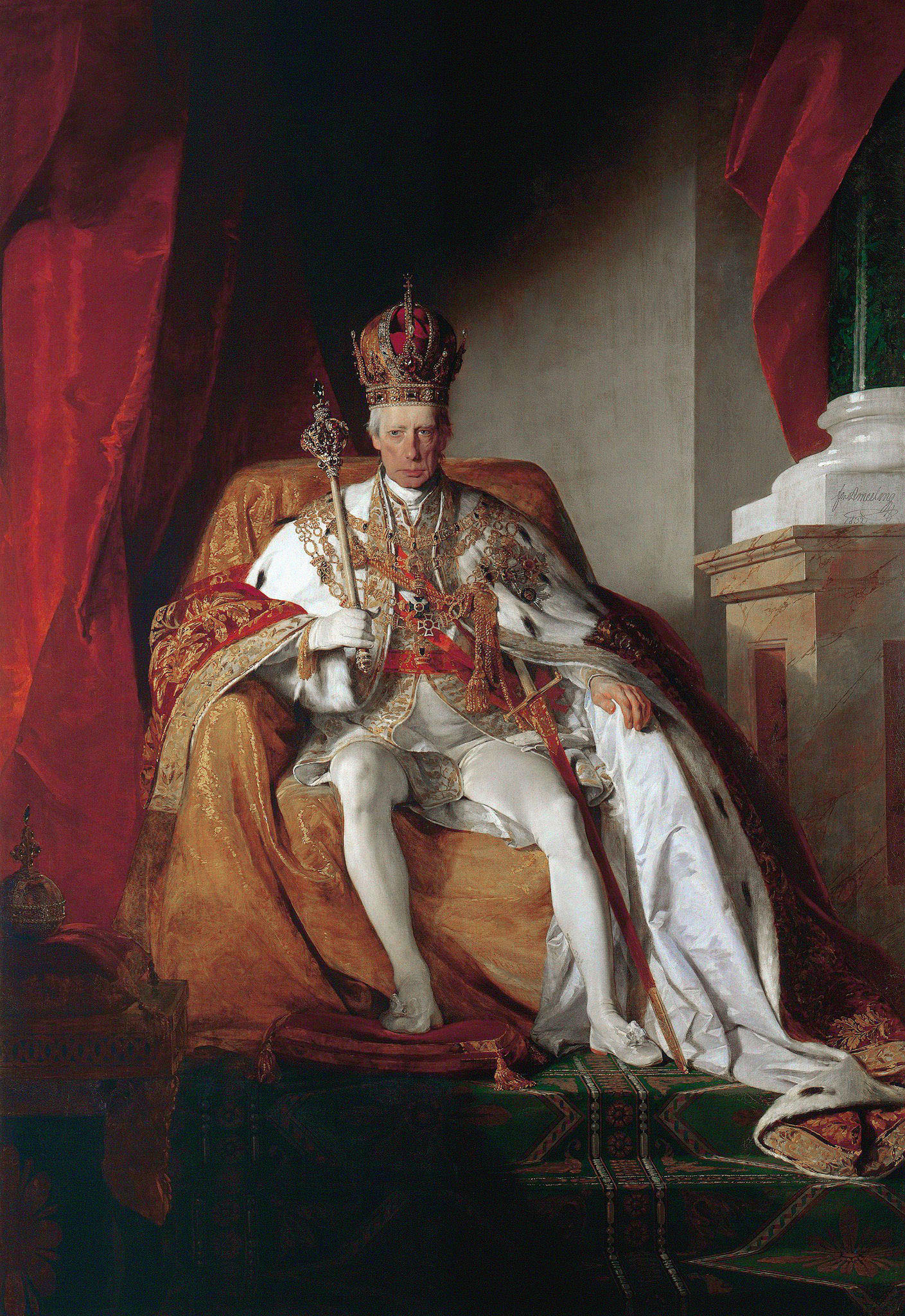
Kaiser Franz II. von Österreich mit Krone und Krönungsmantel in Gold und Purpur. (Friedrich von Amerlingen: Kaiser Franz II.)
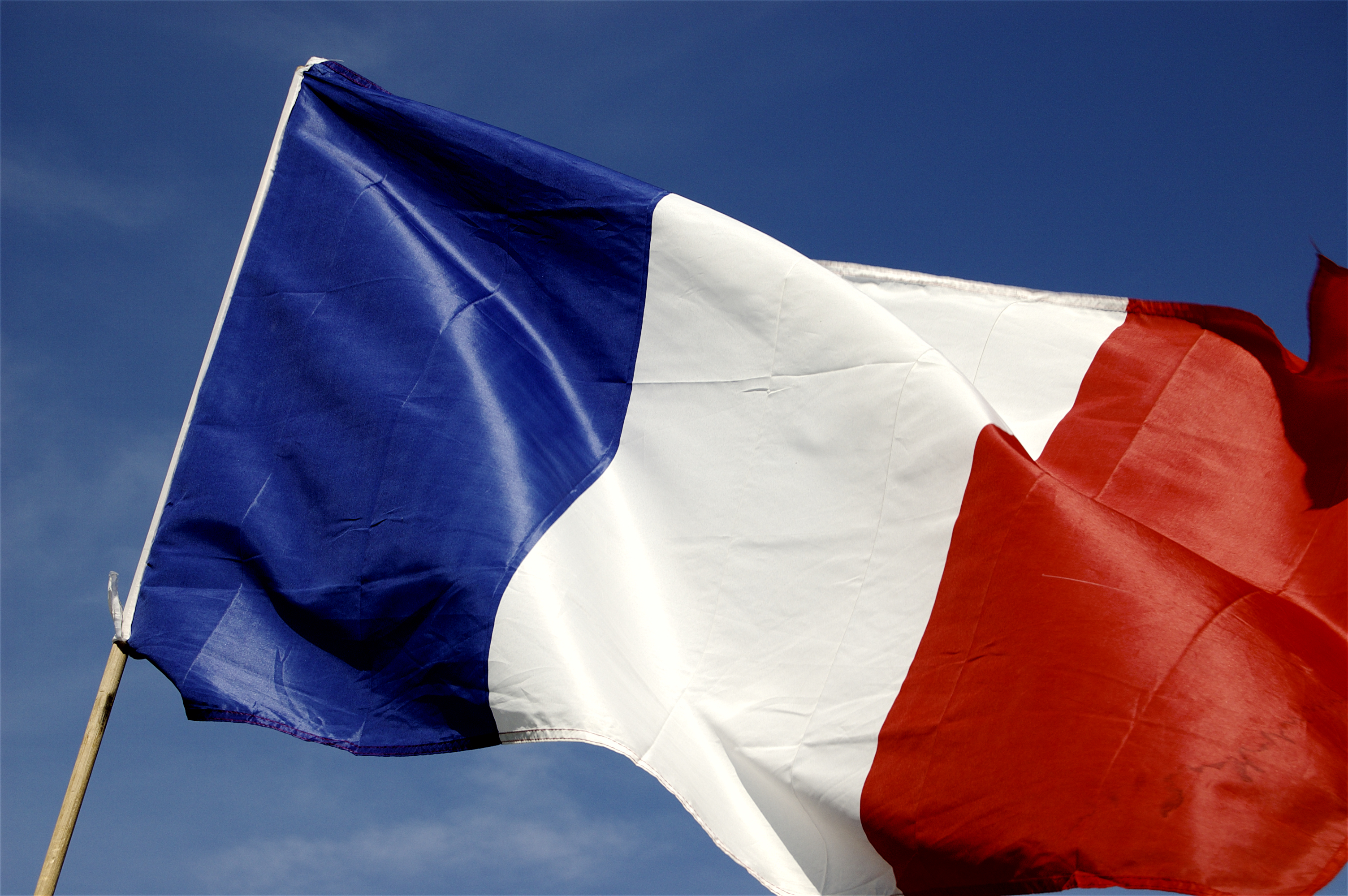
Die drei Farben der französischen Trikolore symbolisieren Freiheit, Gleichheit und Brüderlichkeit.

### Verwendung im Alltag und in der Technik
Bei Ampeln sind die Farben verbindlich geregelt. Rot bedeutet Halt, Grün signalisiert Gehen bzw. freie Fahrt. Im technischen Bereich sind Rohrleitungen oder Behälter mit Farben gekennzeichnet, um über den Inhalt zu informieren. Für Sauerstoff benutzt man Blau, für Wasser Grün. Bei Beschilderungen sind Gelb und Orange allgemeine Warnfarben. Gelb zum Beispiel warnt vor potentiellen Gefahren, wie zum Beispiel vor radioaktiven Stoffen oder vor der Absturzgefahr an Bahnsteigen. Orange dient als Gefahrgutkennzeichnung im Straßenverkehr. Bei Stromkabeln kennzeichnet die grün-gelbe Ummantelung den Schutzleiter bzw. die Erdung, und Braun oder Schwarz markiert den stromführenden Leiter, Außenleiter bzw. Phasenleiter.

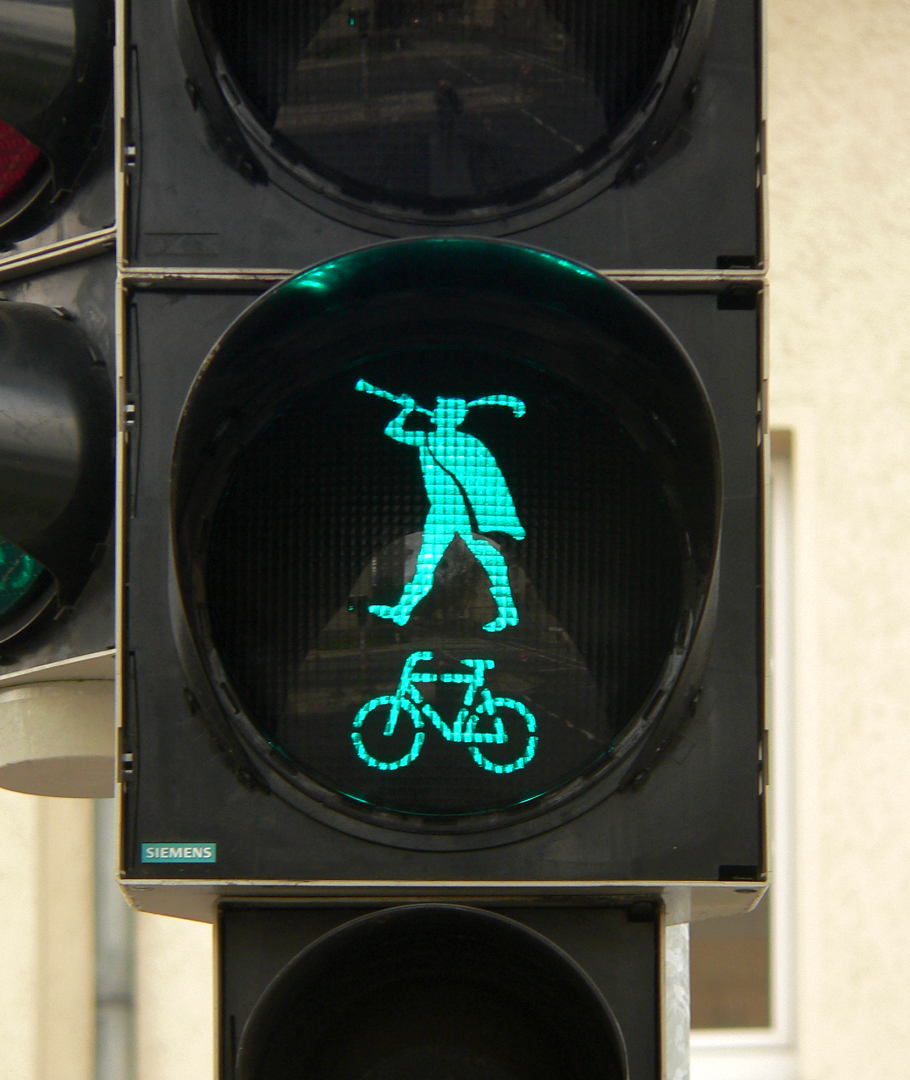
Neben Personen dürfen auch der Rattenfänger und Fahrradfahrer die Straße überqueren.
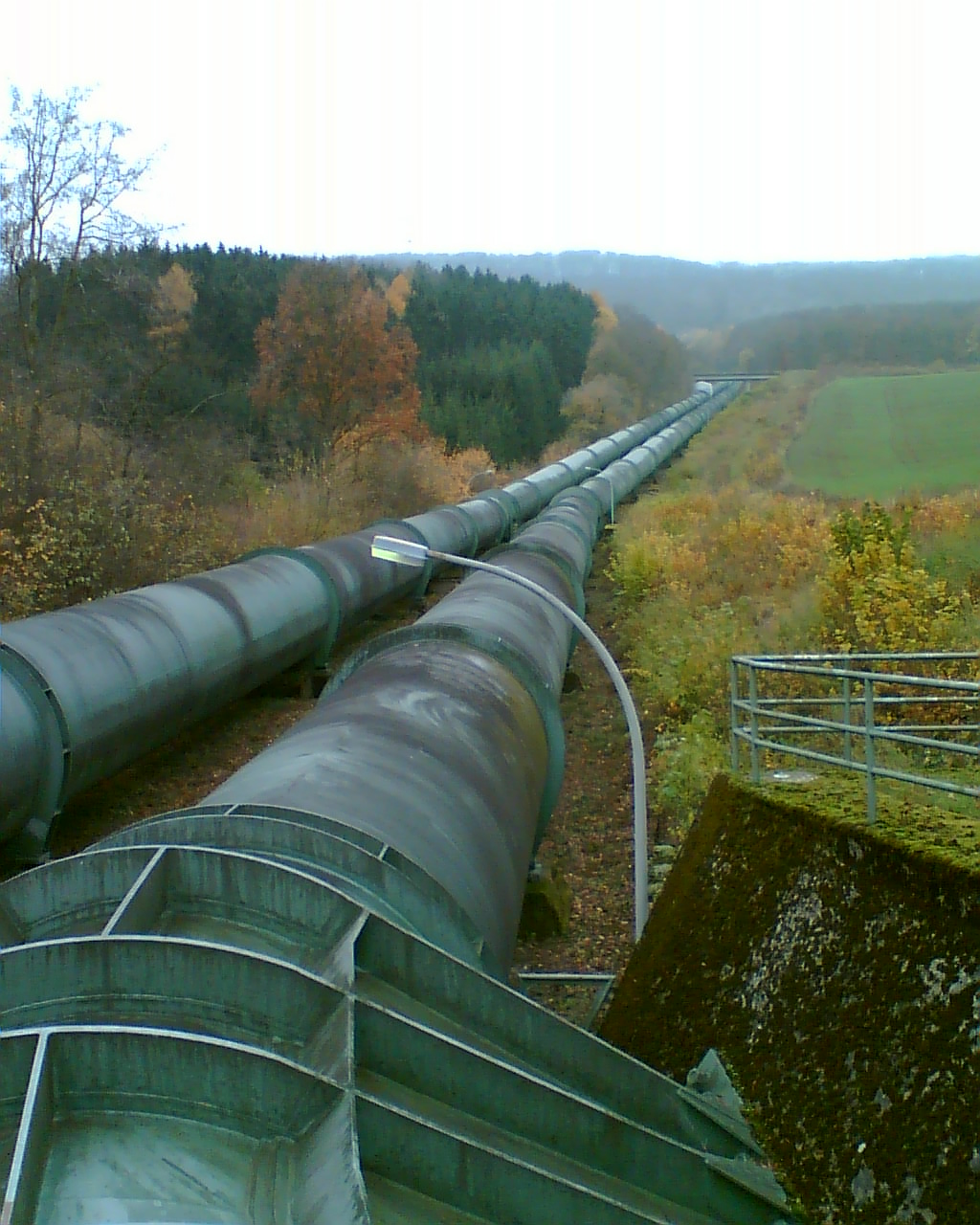
Die Rohrleitungen für Wasser eines Pumpspeicherkraftwerks sind grün.
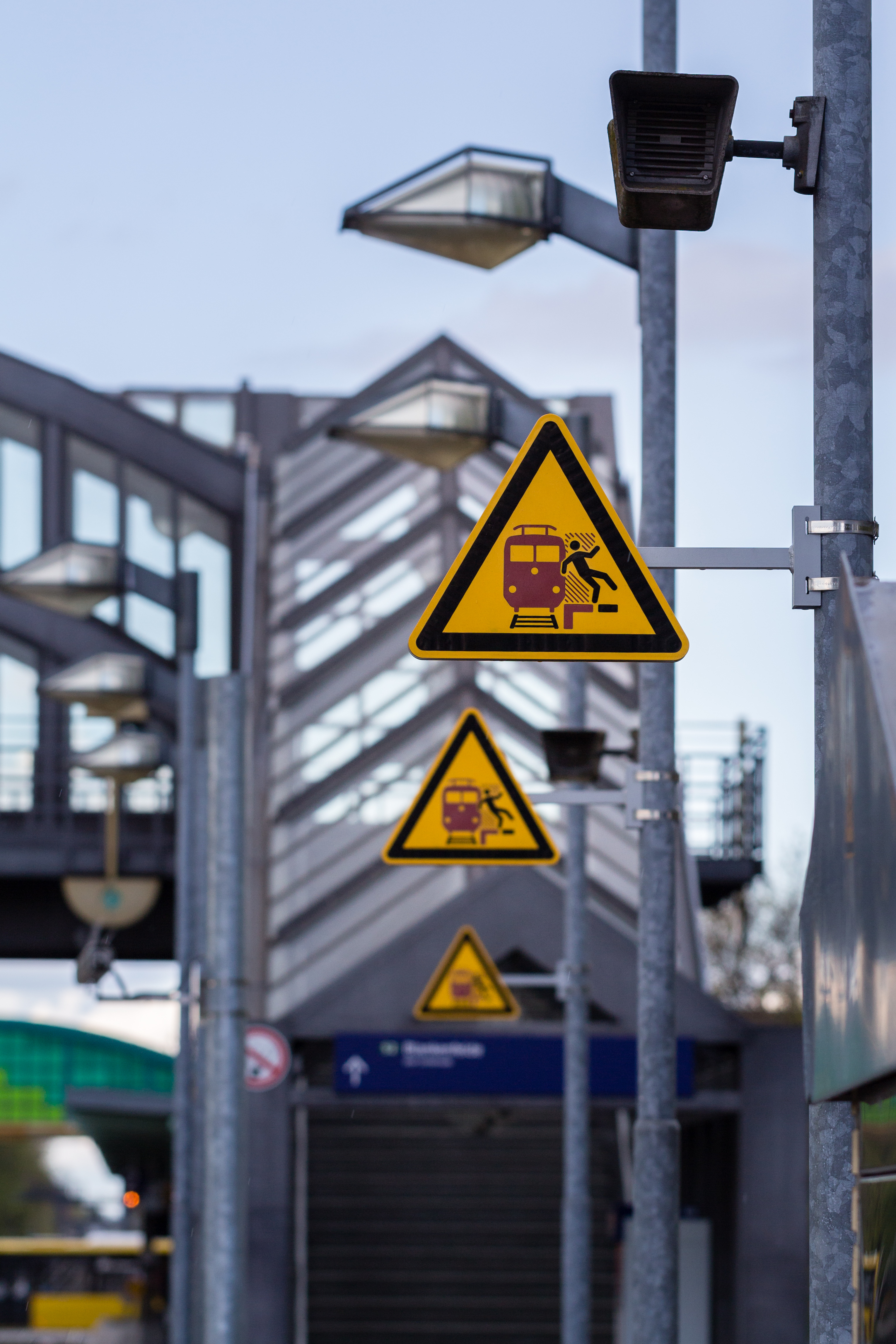
Wartende Personen werden davor gewarnt, sich zu dicht an den Bahngleisen aufzuhalten.
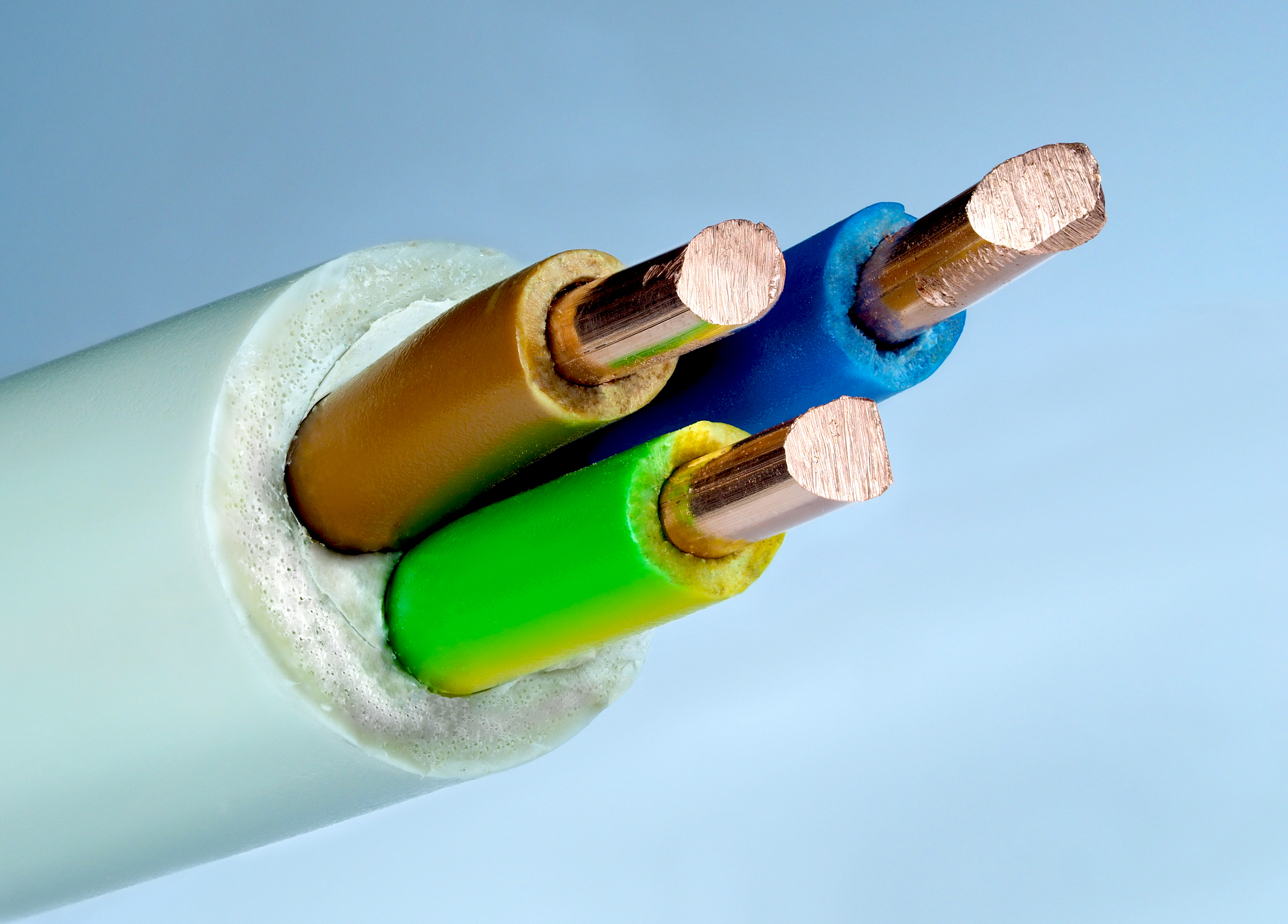
Ummantelung von Stromkabeln. Gelb-grün: Schutzleiter oder Erdung, blau: Neutralleiter oder Mittelleiter, braun: stromführender Leiter, Außenleiter oder Phasenleiter.

### Verwendung in der Literatur
Im Mittelalter bildet sich eine auf den Minnegesang bezogene Farbensprache heraus. In der Romantik und im Expressionismus verwenden Schriftstellerinnen und Schriftsteller Symbolfarben, um Emotionen und Erfahrungen auszudrücken. Die blaue Blume der Romantik steht beispielsweise für persönliches Glück, Liebe, das Streben nach Erkenntnis und die Sehnsucht nach etwas Unerreichbarem. Der expressionistische Schriftsteller Heinrich Mann beschreibt in seinem Roman „Professor Unrat“ den Professor Unrat mit den Farben Grau, Grün und Gelb, was ihn als abschreckend, kalt und unangenehm kennzeichnet. Die Tänzerin Rosa hingegen beschreibt er mit bunten, grellen Farben, die ihre Vielfältigkeit und Wandelbarkeit symbolisieren.

## Bedeutungen
In der folgenden Tabelle sind Assoziationen und Farbsymboliken aufgeführt, die im deutschen Sprachraum und vielen anderen Kulturkreisen verstanden werden.
| Farbe   | Assoziationen                                                     | Positive Symboliken | Negative Symboliken |
| ------- | ----------------------------------------------------------------- | --- | --- |
| Rot     | Blut, Feuer, Sonnenauf- und -untergang, Kommunismus / Sozialismus | Aktivität, Aufmerksamkeit, Energie, Fortschritt, Gefühl, Kraft, Leben, Leidenschaft, Liebe, Stärke, Vitalität, Wärme, Farbe der Kaiser und Könige (Purpur), Revolution                                   | Aggression, Aufregung, Brutalität, Gefahr, Hass, Hölle, Kampf, Kontrolle, Krieg, Spannung, Umsturz, Verbot, Zerstörung, Zorn |
| Gelb    | reifes Getreide, Sommer, Sonne, Warnfarbe, Zitrone                | Freundlichkeit, Glück, Gold, Heiterkeit, Herrlichkeit, Inspiration, Lebensfreude, Licht, Logik, Majestät, Vernunft, Wärme, Weisheit, Wissen, Würde                                                       | Egoismus, Eifersucht, Geiz, Hinterlist, Neid, Oberflächlichkeit, Pessimismus, Rachsucht, Täuschung, Veränderung, Verrat, im Mittelalter Farbe der gesellschaftlich ausgegrenzten wie Bettler, Juden, Ketzer, ledige Mütter und Prostituierte |
| Grün    | Bioprodukte, Natur                                                | Anfang, Durchsetzungsvermögen, Frühling, Entspannung, Großzügigkeit, Harmonie, Hoffnung, Jugend, Leben, Natur, Ökologie, Ruhe, Sicherheit, Umweltbewusstsein, Vegetation, Wachstum                       | Dämon, Eifersucht, Gift, Gleichgültigkeit, Missgunst, Müdigkeit, Neid, Passivität, Stagnation, Tradition, Unehrlichkeit, Unerfahrenheit, Unreife                                                                                             |
| Blau    | Alkohol, Himmel, Schatten, Wasser                                 | Beständigkeit, Entspannung, Ferne, Göttlichkeit, Harmonie, Himmlisches, Hoffnung, Phantasie, Ruhe, Schönheit, Sehnsucht, Tiefe, Treue, Unabhängigkeit, Unendlichkeit, Verstand, Vertrauen, Zurückhaltung | Ablehnung, Depression, Kälte, Lähmung, Lüge, Melancholie, Nachlässigkeit, Passivität, Starre, Strenge, Täuschung, Trunksucht, Zurückgezogenheit                                                                                              |
| Schwarz | Beerdigung, Dunkelheit, Nacht, Schatten, Schornsteinfeger         | Ansehen, Bescheidenheit, Demut, Eleganz, Exklusivität, Feierlichkeit, Individualität, Kompetenz, Magie, Stärke, Tradition, Würde                                                                         | Angst, das Böse, Furcht, Geheimnis, Leid, Passivität, Schmerz, Sünde, Teufel, Tod, Trauer, Trostlosigkeit, Unabänderbarkeit, Unergründlichkeit, Vernichtung                                                                                  |
| Weiß    | Braut, Eis, Engel, Gespenst, Leichenblässe, Schnee, Licht         | Empfindsamkeit, Entmaterialisierung, Erhabenheit, Frieden, Frische, das Gute, Klarheit, Neutralität, Reinheit, Sauberkeit, Sieg, Unschuld, Vollkommenheit, Wahrheit, Zeitlosigkeit                       | Blendendes, Empfindlichkeit, Illusion, Kälte, Kraftlosigkeit, Langeweile, Leere, Reserviertheit, Starre, Sterilität, Tod, Unnahbarkeit |